# Bjälbostenen

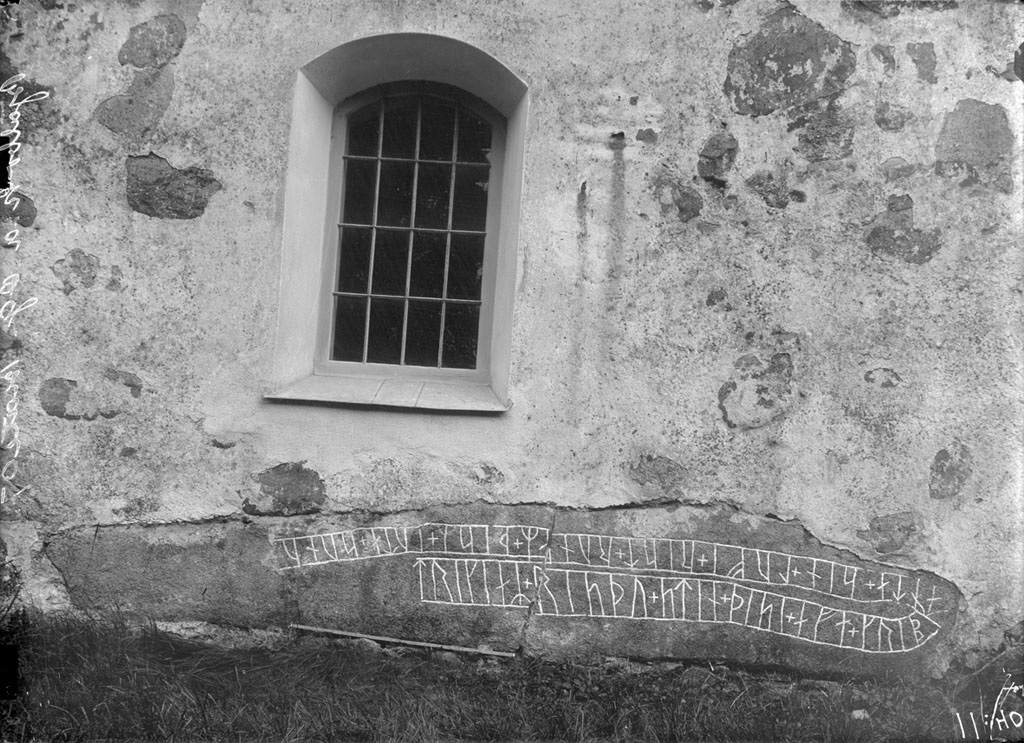
Stenen medan den var inmurad i väggen till kyrkans sakristia. Foto: Erik Brate.

Bjälbostenen, med signum Ög 64, är en runsten som nu står vid Bjälbo kyrka i Bjälbo socken och Mjölby kommun i Östergötland. Vid kyrkan står även Ög 66. Därtill har den nu försvunna Ög 65 funnits här inom kyrkans hägn.

## Stenen
När stenen upptäcktes var den inmurad i grundmuren till sakristian i Bjälbo kyrka. Den frilades senare och restes på nytt utanför på kyrkogården. Materialet är granit, höjden 320 cm, bredden 50 cm och tjockleken 50 cm. Ristningen består av en ihoptryckt, uformad runslinga i så kallad RAK stil och den saknar övrig ornamentik.
Den från runor översatta inskriften lyder enligt nedan:

## Inskriften
Runsvenska: trikiaR + risþu + stin + þisi + aft + krib kilta + sin + lufi + rist + runaR + þisR + iuta + sunu +:

Normaliserad: DrængiaR ræisþu stæin þennsi æft Græip, gilda sinn, Lofi ræist runaR þessaR, Iuta sun.
Nusvenska: Käcke män reste denna sten efter Grep, sin gillesbroder, Juddes son. Love ristade dessa runor.
Texten är det äldsta skriftliga belägg vi har om de medeltida gillena. 